# Alekszandr Vlagyimirovics Zaharcsenko
Alekszandr Vlagyimirovics Zaharcsenko (oroszul: Алекса́ндр Влади́мирович Заха́рченко, Donyeck, 1976. június 26. – Doneck, 2018. augusztus 31.), ukrán névváltozatban Olekszandr Volodimirovics Zaharcsenko (ukránul: Олександр Володимирович Захарченко) orosz nemzetiségű ukrán katonatiszt és politikus  nemzetközileg el nem ismert Donyecki Népköztársaság miniszterelnöke volt 2014 augusztusától és vezetője 2014 novemberétől haláláig.
2018. augusztus 31-én egy donyecki kávéházban bombamerénylettel meggyilkolták. A pokolgép egy közelben parkoló járműben lépett működésbe. A robbanás lerombolta a kávéházat. Zaharcsenkó életét vesztette, a társaságában lévő Alekszandr Tyimofejev, a Donyecki Népköztársaság pénzügyminisztere megsebesült. Zaharcsenko meggyilkolása egy több éven át tartó merényletsorozatba illeszkedik, melynek során a szakadár köztársaság számos politikai és katonai irányító személyiségét ölték meg. Az ukrán kormány szóvivője a szakadár köztársaságok vezetésében zajló belső frakcióharcot okolta, az orosz kormány első reakciója az ukrán államvezetést vádolta.